# راندولف إم. بيل
راندولف إم. بيل (بالإنجليزية: Randolph M. Bell)‏ هو دبلوماسي أمريكي، ولد في 1947.